# Hierakonpolis

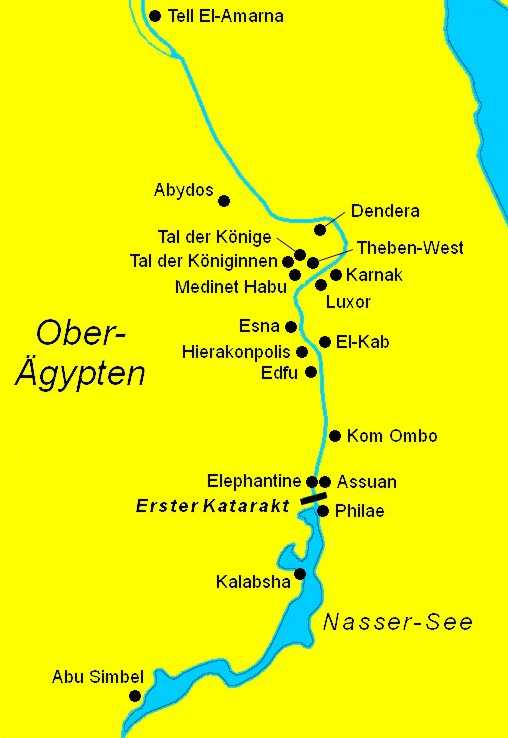
Oberägypten mit Nekhen/Hierakonpolis im Zentrum

Hierakonpolis (ägyptisch nḫn, „Nechen“, wohl Burg oder ähnlich; altgriechisch Ἱεράκων πόλις (Falkenstadt); arabisch الكوم الأحمر, DMG Kōm el-Aḥmar ‚Der rote Hügel‘) war das religiöse und politische Zentrum Oberägyptens am Ende der prädynastischen wie möglicherweise auch noch während der frühdynastischen Zeit (38.–26. Jh. v. Chr.).
Der Name ist wohl von einem gleich lautenden Appellativ abgeleitet, dessen Übersetzungen zwischen „Einfriedung, Umwallung“, „Art Gebäude“ und „Königliche Verwaltungseinrichtung“ schwanken. Daneben ist auch eine Deutung als „Niederlassung, Raststätte“ möglich.
Der griechische Name Hierakonpolis („Stadt der Falken“) ist auf den ägyptischen Gott Horus zurückzuführen, der unter anderem den Beinamen „Horus von Nechen“ trug.
Der Ort war auch noch im Alten, Mittleren und Neuen Reich von besonderer Bedeutung, doch sind die Bauten dieser Zeit fast vollkommen zerstört. Es gibt einige dekorierte Felsengräber des Alten Reiches, der Zweiten Zwischenzeit und des Neuen Reiches.

## Entwicklung der Stadt
Naqada und Hierakonpolis bildeten in der prädynastischen Zeit die beiden kulturellen Zentren. Zu Anfang der Naqada-II-Periode gewann Nechen jedoch an Bedeutung und entwickelte sich zur Hauptstadt von Oberägypten. Die Siedlungsursprünge reichen in die späte Badari-Kultur oder in die Naqada-I-Kultur zurück (ca. Mitte 5. Jt. v. Chr.). Auf dem Höhepunkt seiner Besiedlung zählte Hierakonpolis ca. fünf- bis zehntausend Einwohner.
Mit dem Ende der Naqada-Periode verlor Nechen an Bedeutung und war später die Hauptstadt des 3. oberägyptischen Gaues. Nechen war eines der großen oberägyptischen Handelszentren, hier wurde vor allem mit Ebenholz, Gold und Elfenbein gehandelt.
Das Stadtgebiet von Nechen umfasste ca. 145 km². Es wurden Teile der Stadtmauer, des Tempels und Teile der Friedhöfe ausgegraben. Innerhalb der Stadtmauer wurden Handwerksbetriebe und erste Spuren von Industrialisierung gefunden. In der Grabungsstätte mit der Bezeichnung HK24A wurde die älteste nachgewiesene Bierbrauerei gefunden. Die vier noch erhaltenen Braubottiche mit je 390 Litern Fassungsvermögen wurden in die Naqada-Ib- bis IIa-Zeit datiert. Sie stellen somit die älteste bisher bekannte Brauerei der antiken Welt dar.
Unter der Bezeichnung HK25D fand man die Überreste einer Bäckerei. Auf dem roten Hügel wurden viele Keramikscherben gefunden, die auf Fehlbrände einer Töpferei hinweisen. Nechen entwickelte sich in der Naqada-II-Periode immer mehr zur Hauptproduktionsstätte für Keramik in Oberägypten.
Da die meisten der Bauten aus Nilschlammziegeln errichtet waren, ist es aufgrund des Sebbach-Abbaues schwer die Bauten weiter zu rekonstruieren. Nichtsdestoweniger ist das antike Nechen eine der am besten erhaltenen Ruinenstätten der prädynastischen Zeit. Hoffman hat die Entwicklung der Stadt in sechs Phasen eingeteilt:
1. Kolonisation (4000–3800/3700 v. Chr.): eine Siedlung in der Wüste, Herstellung von Steingeräten, Ackerbau und Viehzucht;
2. Wachstum (3800/3700–3500/3400 v. Chr.): Entwicklung zu einer Stadt und Beginn der Keramikindustrie;
3. Zentralisation (3500/3400–3200 v. Chr.): Hierakonpolis als Hauptstadt von Oberägypten;
4. Hegemonie (3200–2900 v. Chr.): Vorherrschaft und Überlegenheit im Bereich der Industrie;
5. Provinzialisierung (2900–2800/2700 v. Chr.) und schließlich
6. Niedergang (2800/2700–2600/2500 v. Chr.).[8]

## Forschungsgeschichte
Die Erforschung der Stätte begann bereits mit der ägyptischen Expedition von Napoleon Bonaparte 1798. Während dieser Expedition führte Vivant Denon verschiedene Studien zur Tier- und Pflanzenwelt durch. Er war es auch, der die erste Topografische Karte von Hierakonpolis anfertigte.
In der Zeit von 1897 bis 1900 waren es James Edward Quibell und Frederick W. Green, die die ersten archäologischen Grabungen durchführten. Sie fanden unter anderem die Narmer-Palette und den Keulenkopf von König Skorpion II.
Von 1905 bis 1906 wurden Ausgrabungen durch den Service des Antiquites und der University Liverpool von John Garstang und Harold Jones durchgeführt. 1907/08 führte Henri de Morgan für das Brooklyn Museum Grabungen durch. 1934 grub Ambrose Lansing rund 100 Gräber für das Metropolitan Museum of Art aus. Er fand bei seinen Grabungen eine Stele des Priesters Horemhauet, Priester des Horus von Nechen. In den Jahren von 1958 bis 1961 verbrachte der deutsche Archäologe Werner Kaiser einige Zeit mit Ausgrabungen.
Grabungen erfolgten bis 2002 durch James O. Mills und Barbara Adams vom University College London und finden aktuell unter der Leitung von Renée Friedman des British Museums statt.

## Der Tempel
Hier hatte der Gott Horus einen der ältesten Tempel Ägyptens, der auch später noch eine wichtige Kultstätte blieb, nachdem die Stadt Nechen selbst ihre Bedeutung verloren hatte. Das Urheiligtum des Horus-Falken steht auf einem von Sandstein eingefassten Sandhügel (Hoher Sand), der innerhalb einer 90 × 145 Meter großen Umfassungsmauer liegt. Einige der noch erhaltenen Granitblöcke zeigen die ältesten ägyptischen Tempelreliefs, die aus der Zeit des Königs Chasechemui stammen. Innerhalb der Mauern wurde außerdem das Tor eines Palastes oder einer Götterfestung aus der 1. Dynastie ausgegraben.
Der Tempel entwickelte sich schon in der Prädynastischen Zeit zum Zentrum von Nechen.
Die Cachette (Hauptschatzkammer), von James Edward Quibell „Main Deposit“ genannt, enthielt eine Reihe von Votivgaben. Gefunden wurden Steingefäße des Königs Skorpion II. sowie dessen Prunkkeulenkopf. König Narmer zuzuordnen waren die Prunkschminkpalette und ein Keulenkopf, verschiedene Keramiken, Fayencegegenstände und einige Elfenbeinskulpturen. Der größte Teil der Artefakte stammt aus der 1. bis 3. Dynastie.

## Das „Fort“
Unter der Architektur sticht ein „Fort“ heraus: Ein mit Ziegelsteinen ummauerter Bezirk aus der Zeit des Königs Chasechemui, der ähnlich massiven Konstruktionen bei Abydos vergleichbar ist. Diese Anlage trägt die wissenschaftliche Bezeichnung HK29A und ist 3705 m² groß. Das Gebiet ist mit einer Ziegelmauer umfasst, die eine Wandstärke von fünf Metern und eine erhaltene Höhe von zwölf Metern aufweist. Ein beschrifteter Granitpfosten am Eingang weist auf den König Chasechemui hin (letzter König der 2. Dynastie).
Hierbei handelt es sich um den ältesten bekannten Kultplatz in Ägypten. Die Anlage wurde in der Naqada-II-Zeit errichtet und diente königlichen Zeremonien. Einige Funde von Keramik aus der Naqada-III-Zeit und aus Unterägypten sowie Palästina lassen erkennen, dass die Anlage bis zum Ende der 2. Dynastie genutzt wurde. Quibell fand dort 1905 ein Fragment einer Statue aus Lapislazuli, die den König Chasechemui darstellt. Laut Renée Friedman handelt es sich wahrscheinlich um das Oberägyptische Kronenheiligtum (pr-wr), der Urform des ägyptischen Heiligtums. Dies wurde erstmals in der Zeit von König Narmer und König Aha in Wanddarstellungen überliefert.

## Die Nekropolen
In den Friedhofsbereichen, darunter die Nekropole einer Oberschicht, haben sich Zeugnisse der Mumifikation von Menschen und Tieren erhalten. Diese und Masken- sowie Figurenfunde weisen auf die lange Tradition der altägyptischen Bestattungsriten hin.
Fort-Friedhof: In den Jahren 1905/06 grub John Garstang 188 Gräber im „Fort“ aus. Die Gräber der Naqada-II-Zeit liegen am östlichen Rand und hinter dem Eingang der Anlage. Die Gräber der Naqada-III-Zeit liegen vor allem im nördlichen Teil der Anlage. Jene Gräber, die in die 1. Dynastie datieren, liegen im Westen. Aufgrund der Nähe des Forts zur Stadt Nechen und der großen Entfernung zum Friedhof der Oberschicht ist daraus zu schließen, dass es sich um den Friedhof der Bewohner der Stadt handelt.
Friedhof der Oberschicht im Wadi Abul Suffian: Der Friedhof liegt etwa 2,5 Kilometer südwestlich von der Stadt entfernt. Er umfasst ca. 200 Grabanlagen der Naqada-I-Zeit. Es wurden Gegenstände aus Elfenbein, Lapislazuli Keramik und Obsidian gefunden. Neben Menschen wurden auch Tiere auf dem Friedhof beigesetzt. In Grab 13 wurden Hunde und in Grab 14 sogar ein afrikanischer Elefant bestattet. In der Naqada-II-Zeit verlagerte sich der Friedhof der Oberschicht näher zum Nil hin. Hier liegt das Grab 100, bekannt als das „Bemalte Grab von Hierakonpolis“. Es gehörte vermutlich einem König; die prächtig bemalten Wände der Anlage sind einmalig. Die gefundene bemalte Keramik half, das Grab in die Naqada-II-Zeit zu datieren.
Bei Hierakonpolis gibt es auch dekorierte Felsgräber der pharaonischen Zeit:
Grab des Nianchpepi (Mittleres Reich)
Grab des Horemchauef, 13. Dynastie
Grab des Hormose, Neues Reich
Grab des Rawebenef, Neues Reich
Grab des Hormeni, Neues Reich
Grab des Djehuty, Neues Reich

### Allgemein
- Werner Kaiser: Zur vorgeschichtlichen Bedeutung von Hierakonpolis. In: Mitteilungen des Deutschen Archäologischen Instituts, Abteilung Kairo (MDAIK). Band 16, 1958, ISSN 0342-1279, S. 183–192.
- Michael Allen Hoffman: Egypt before the Pharaohs. The prehistoric foundations of Egyptian Civilization. Routledge / Kegan Paul, London 1979, ISBN 0-7100-0495-8.
- A. J. Spencer: Early Egypt. The Rise of Civilisation in the Nile Valley. British Museum Press, London 1993, ISBN 0-7141-0974-6.
- Dieter Arnold: Die Tempel Ägyptens. Götterwohnungen, Baudenkmäler, Kultstätten. Lizenzausgabe. Bechtermünz, Augsburg 1996, ISBN 3-86047-215-1, S. 204–206.
- Barbara Adams: Hierakonpolis. In: Kathryn A. Bard (Hrsg.): Encyclopedia of the Archaeology of Ancient Egypt. Routledge, London 1999, ISBN 0-415-18589-0, S. 371–374.
- Toby A. H. Wilkinson: Early Dynastic Egypt. Routledge, New York (NY) 1999, ISBN 0-415-18633-1.
- Julia Budka: Das vorgeschichtliche Hierakonpolis – Stadt, Tempel und Nekropole. In: Kemet. Band 10, Nr. 4, 2001, S. 22–26, doi:10.11588/propylaeumdok.00003417.

### Archäologie
- J. E. Quibell: Plates of discoveries in 1898. With notes by W. M. F. P. Bernard Quaritch, London 1900, (= Hierakonpolis. Band 1), (= Egyptian Research Account. Memoir 4), (Nachdruck: Histories and Mysteries of Man, London 1989).
- J. E. Quibell / F. W. Green: Plates of discoveries, 1898-99. With Description of the site in detail (= Hierakonpolis. Band 2 / Egyptian Research Account. Memoir 5). Bernard Quaritch, London 1902  (Nachdruck: Histories and Mysteries of Man, London 1989).
- John Garstang: Excavations at Hierakonpolis, at Esna and in Nubia. In: Annales du service des antiquites de l'Égypte. (ASAE) Band 8, 1907, ISSN 1687-1510, S. 132–148.
- Guy Brunton: The Predynastic Town-site at Hierakonpolis. In: S. R. K. Glanville (Hrsg.): Studies presented to F. Ll. Griffith. Oxford University Press, London u. a. 1932, S. 272–276.
- Werner Kaiser: Bericht über eine archäologisch-geologische Felduntersuchung in Oberägypten und Mittelägypten. In: Mitteilungen des Deutschen Archäologischen Instituts, Abteilung Kairo. (MDAIK) Band 17, 1961, ISSN 0342-1279, S. 1–53.
- Barbara Adams: Ancient Hierakonpolis Warminster 1974. In: Bibliotheca Orientalis. Band 33, 1976, ISSN 0006-1913, S. 24–25.
- Walter A. Fairservis: Excavations of the Temple Area on the Kom el-Gemuwia (= The Hierakonpolis Project, season January to March 1978./ Occasional papers in Anthropology. Band 1). Vassar College, Poughkeepsie (NY) 1983.
- Michael Allen Hoffman: The Predynastic of Hierakonpolis. An Interim Report (= Egyptian Studies Association. Publication 1). Cairo University Herbarium, Faculty of Science u. a., Giza u. a. 1982, ISBN 9-77V-21653-X.
- Barbara Adams: The Fort Cemetery at Hierakonpolis. (Excavated by John Garstang) (= Studies in Egyptology) KPI, London 1987, ISBN 0-7103-0275-4.

### Detailfragen
- Renée Friedman, Barbara Adams (Hrsg.): The followers of Horus. Studies dedicated to Michael Allen Hoffman. 1944-1990 (= Egyptian Studies Association. Publication 2 / Oxbow monograph. Band 20).  Oxbow Books, Oxford u. a. 1992, ISBN 0-946897-44-1.
- John Coleman Darnell: Hathor Returns to Medamûd. In: Studien zur Altägyptischen Kultur. Band 22, 1995, ISSN 0340-2215, S. 47–94.
- Frank J. Yurco: Narmer. The First King of Upper and Lower Egypt. A Reconsideration of his Palette and Macehead. In: Journal of the Society for the Study of Egyptian Antiquities. (JSSEA) Band 25, 1995, ISSN 0383-9753, Figur 1.